# Nishikamo-gun (Aichi)
Nishikamo (jap. 西加茂郡, -gun, dt. „West-Kamo“) war ein Landkreis in der Nishimikawa-Region der japanischen Präfektur Aichi. Zu Beginn der Meiji-Zeit wurde Nishikamo vom Landkreis Kamo der früheren Provinz Mikawa abgetrennt und selbständig. Das Gebiet des Landkreises erstreckte sich über den Nord- und Westteil der heutigen Stadt Toyota sowie über die heutige Stadtgemeinde Miyoshi.
Miyoshi wurde am 4. Januar 2010 zur Stadt ernannt, womit der Landkreis Nishikamo als administrative Einheit aufgelöst wurde. Nach dem Landkreis Aomi wurde Nishikamo so der zweite Landkreis, der infolge einer vollständigen Eingliederung in eine städtische Struktur aufgelöst wurde.

## Ehemalige Situation
Vormals war dem Landkreis Nishikamo nur die Stadt Miyoshi untergeordnet. Die Bevölkerungszahl betrug am 1. Dezember 2007 58.864 und die Fläche maß 32,11 km²; die Bevölkerungsdichte betrug 1.830 Einwohner/km².

## Entwicklung nach dem Zweiten Weltkrieg
Unmittelbar nach dem Krieg (1945) wurden dem Landkreis Nishikamo die Stadtgemeinde Koromo (挙母町, -chō) sowie die sieben Dörfer/Landgemeinden Ishino (石野村, -mura), Obara (小原村), Sanage (猿投村), Takahashi (高橋村), Homi (保見村), Fujioka (藤岡村) und Miyoshi (三好村) untergeordnet.
- 1. März 1951: Die Stadtgemeinde Koromo wird zur Stadt (Shi) erhoben.
- 1. April 1951: Das Dorf Sanage wird Stadtgemeinde.
- 1. März 1955: Die Dörfer Homi und Ishino sowie ein Teil des Dorfes Fujioka werden in die Stadtgemeinde Sanage eingegliedert.
- 1. April 1958: Das Dorf Miyoshi wird kreisangehörige Stadtgemeinde.
- 1. Januar 1959: Koromo benennt sich in Toyota um.
- 1. April 1967: Die Stadtgemeinde Sanage wird Teil der Stadt Toyota.
- 1. April 1978: Das Dorf Fujioka wird Stadtgemeinde.
- 5. August 2003: Die Stadtgemeinde Miyoshi tritt aus den Zusammenschlussbesprechungen von Toyota und Kamo aus.
- 1. April 2005: Die Stadtgemeinde Fujioka und das Dorf Obara werden Teil der Stadt Toyota.
- 4. Januar 2010: Miyoshi wird zur Stadt (shi) ernannt und der Landkreis Nishikamo aufgelöst.